# Brigida Banti-Giorgi
Pour les articles homonymes, voir Banti et Giorgi.
Brigida Banti-Giorgi, née à Monticelli d'Ongina en 1757 et morte à Bologne le 18 février 1806, est une chanteuse d’opéra italienne, soprano.

## Biographie
À ses débuts, c’est une chanteuse de rue, notamment dans des cafés parisiens, où le directeur de l'Opéra de Paris, Jacques de Vismes, la remarque et l'engage. Cette version est toutefois contredite par le récit du fils de Banti-Giorgi qui attribue son succès au compositeur Antonio Sacchini avec laquelle elle étudie le chant, tout en restant assez réfractaire à tout enseignement et en ignorant les principes élémentaires de la musique. 
Selon Castil-Blaze, c’est une « chanteuse routinière » mais aussi « la virtuose du siècle ». Phénomène vocal d’une étendue exceptionnelle et d’une agilité stupéfiante dans les airs de bravoure. Certaines caractéristiques, et notamment une cage thoracique surdéveloppée, expliquent sa puissance vocale et la longueur de son souffle.
Elle débute à l’Opéra de Paris le 1er novembre 1776 où elle chante une mélodie pendant l'entracte. 
En 1779, elle passe une saison à Londres, puis chante à Vienne en 1780, à Venise de 1782 à 1783, à Varsovie en 1789 et à Madrid de 1793 à 1794. Elle se marie avec un danseur et chorégraphe rencontré à Londres, Zaccaria Banti. Le couple passe neuf années dans la capitale anglaise.
Giovanni Paisiello écrit l'opéra Giuochi di Agrigento pour elle. Elle se produit sur tous les théâtres européens dans le répertoire italien, notamment à la Scala où elle eut Crescentini pour partenaire. Elle chante à Milan pour les fêtes du couronnement de Napoléon comme roi d'Italie.
Elle chante au King's Theatre de Londres entre 1792 et 1802, avant de quitter la scène. 

## Sources
1. ↑  Theodore Baker et Alain Pâris (trad. Marie-Stella Pâris), Dictionnaire biographique des musiciens, R. Laffont, 1995 (ISBN 2-221-90103-7, 978-2-221-90103-8 et 2-221-06510-7, OCLC 896013421, lire en ligne)
2. ↑  Dieux et Divas de l’Opéra de Roger Blanchard et Roland de Candé - Plon  1986
3. ↑  La Musique en France des Lumières au Romantisme Jean Mongrédien Flammarion 1989 p.108